# Ryan Carroll
Ryan Jamaal Carroll (Tyler, 1º agosto 1979) è un ex cestista statunitense.